# بتی
بتول فخری (زادهٔ ۱ شهریور ۱۳۳۱) که با نام هنری بتی شناخته می‌شود، خوانندهٔ پاپ ایرانی مقیم تورنتو است که فعالیت هنری‌اش را پیش از انقلاب ۱۳۵۷ آغاز کرد.

## زندگی هنری
بتی در ۱ شهریور ۱۳۳۱ در تهران متولد شد. وی در شش سالگی به خاطر کار پدرش، به زنجان رفت و از اول دبستان به مدت ۹ سال در آن‌جا اقامت داشت. اما پس از این مدت، دوباره به‌همراه خانواده‌اش به تهران بازگشتند.

### پیش از انقلاب
بتی در سن ۱۷ سالگی از دبیرستان عطار فارغ‌التحصیل شد و چند ماه بعد در سازمان جغرافیایی به عنوان نقشه‌کش استخدام شد. پس از گذراندن دوره آموزشی، به اصرار یکی از همکارانش به دفتر هنری ضیا آتابای معرفی شد. 
وی در سن ۱۹ سالگی با دو ترانه "عزیزم" و "عشق افسرده" که هردو از سروده‌های سعید دبیری بود، پا به عالم هنر و خوانندگی گذاشت. این صفحه به‌طور بی‌سابقه‌ای، رکورد فروش را شکست. به‌طوری‌ که در دو روز اول انتشار، حدود ۶۰٬۰۰۰ نسخه از آن به فروش رفت و تا مدت‌ها جز صفحه‌های پرفروش روز بود.
آغاز همکاری با سعید دبیری، پس از مدتی به ازدواج این دو انجامید که حاصل این وصلت، فرزندی به نام هایدن بود که در سال ۱۴۰۲ در ایران درگذشت. هرچند این پیوند زناشویی در زندگی شخصی این دو هنرمند ناکام بود اما از لحاظ هنری برای هردو هنرمند، موفقیت چشم‌گیری را در پی داشت. چون عمدهٔ آثار اولیه و موفق بتی از سروده‌های سعید دبیری بود که در نتیجه موجب شد این دو از موفق‌ترین زوج‌های هنری آن دوران باشند. 
بتی در سال‌های آغازین دههٔ پنجاه، به‌علت بارداری و تولد فرزندش، خوانندگی را به مدت دو سال کنار گذاشت و مجددا با اجرای ترانه‌های جدید و انتشار آلبوم "غریبانه" با قدرت و درخشش بیشتری، خوانندگی را از سر گرفت. این آلبوم، ترانه‌های اجراشده در سال‌های ۱۳۵۴ تا ۱۳۵۷ را در بر می‌گیرد.
بتی در سال ۱۳۵۷ با توجه به اوضاع آن زمان، چندین ترانه را به صورت آزمایشی در استودیو اجرا کرد که به علت وقوع انقلاب دیگر فرصت نشد آن‌ها را به‌طور نهایی اجرا کند. در مجموع بتی تا سال ۱۳۵۷، حدوداً ۴۵ ترانه اجرا کرد که بسیاری از آن‌ها در آلبوم غریبانه یا بر روی صفحهٔ گرامافون، یا در فیلم‌ها و رادیو پخش شد.

### پس از انقلاب و شروع مجدد فعالیت
پس از انقلاب، زندگی هنری بتی مانند دیگر هنرمندان دستخوش دگرگونی‌های فراوانی شد و پس از مدتی اقامت در اسرائیل و سپس در ایران، به کانادا مهاجرت کرد و هم‌اکنون در تورنتو زندگی می‌کند.
بتی پس از حدود ۳۰ سال سکوت، آلبوم‌های «لبخند قدیمی» و سپس «فردا تو راهه» را در سال‌های ۱۳۸۷ و ۱۳۹۱ منتشر کرد و سپس به دلایل شخصی، مجددا سکوت پیشه کرد.

## همکاری هنری
بتی در طی فعالیت خود با شاعرانی چون سعید دبیری، اردلان سرفراز، منصور تهرانی، بابک صحرایی و با آهنگسازان خبره و برجسته‌ای همچون واروژان، پرویز مقصدی، حسن شماعی‌زاده، سیاوش قمیشی، فرید زلاند، تورج شعبانخانی، منوچهر چشم‌آذر و … همکاری داشته‌است.

## آلبوم‌ها
غریبانه
- آلبوم گردآوری شده (بازنشر در سال ۱۳۷۴)

| نام ترانه                       | ترانه‌سرا       | آهنگساز        | تنظیم         | انتشار |
| ------------------------------- | -------------- | -------------- | ------------- | ------ |
| غریبانه                         | سعید دبیری     | حسن شماعی‌زاده  | منوچهر چشم‌آذر | ۱۳۵۷   |
| آینه چشات                       | شهرام شب‌پره    | اسپانیایی      | اریک          | ۱۳۵۷   |
| دوستت دارم (آره، نه)            | سعید دبیری     | یونانی         | منوچهر چشم‌آذر | ۱۳۵۶   |
| یا قمر                          | برادران رحبانی | برادران رحبانی | آندرانیک      | ۱۳۵۶   |
| بی کسی                          | سعید دبیری     | سیاوش قمیشی    | اریک          | ۱۳۵۶   |
| ونوس                            | سعید دبیری     | حسن شماعی‌زاده  | منوچهر چشم‌آذر | ۱۳۵۶   |
| تردید                           | منصور تهرانی   | حسن شماعی‌زاده  | منوچهر چشم‌آذر | ۱۳۵۶   |
| یالان دنیا (آذری)               | ترکی           | ترکی           | ناصر چشم‌آذر   | ۱۳۵۴   |
| هله دان دان                     | بندری          | شهرام آذر      | شهرام آذر     | ۱۳۵۵   |
| نذر                             | سعید دبیری     | ترکی           | ناصر چشم‌آذر   | ۱۳۵۵   |
| خوشبختی                         | سعید دبیری     | سیاوش قمیشی    | آندرانیک      | ۱۳۵۴   |
| بدرقه                           | سعید دبیری     | امیر آرام      | اریک          | ۱۳۵۵   |
| زلیخا (آذری)                    | ترکی           | ترکی           | اریک          | ۱۳۵۵   |
| دارم عاشق می‌شم عاشق (روح شیطون) | سعید دبیری     | سیاوش قمیشی    | اریک          | ۱۳۵۵   |
| دو قمری                         | جهانبخش پازوکی | جهانبخش پازوکی | ناصر چشم‌آذر   | ۱۳۵۴   |

لبخند قدیمی (۲۰۰۸/۱۳۸۷)
| نام ترانه   | ترانه‌سرا      | آهنگساز       | تنظیم         |
| ----------- | ------------- | ------------- | ------------- |
| لبخند قدیمی | حمیدرضا رحیمی | پرویز قدرخانی | پرویز قدرخانی |
| یادته       | مریم حیدرزاده | پرویز قدرخانی | پرویز قدرخانی |
| بی تو       | مهین آبادانی  | پرویز قدرخانی | پرویز قدرخانی |
| دفتر عشق    | سعید دبیری    | سعید دبیری    | پوریا حیدری   |
| دفتر عشق    | فریبا وکیلی   | سعید دبیری    | پوریا حیدری   |
| جدایی       | کوروش انگالی  | پرویز قدرخانی | پرویز قدرخانی |
| کجایم من    | عطار نیشابوری | پرویز قدرخانی | کامیار باقری  |
| زورق کاغذی  | حمیدرضا رحیمی | پرویز قدرخانی | مهیار باقری   |

فردا تو راهه (۲۰۱۳/۱۳۹۲)
| نام ترانه    | ترانه‌سرا    | آهنگساز        | تنظیم          |
| ------------ | ----------- | -------------- | -------------- |
| فردا تو راهه | بابک صحرایی | امین قباد      | پوریا حیدری    |
| گمشده        | بابک صحرایی | امین قباد      | امید حسینی     |
| درکم نکردی   | بابک صحرایی | نیکان ابراهیمی | نیکان ابراهیمی |
| موج          | بابک صحرایی | تورج شعبانخانی | میلاد اکبری    |
| قاصدک        | بابک صحرایی | امین قباد      | میلاد اکبری    |
| گریز         | بابک صحرایی | علی مهراد      | راشا تقی‌پور    |
| تو کنارمی    | بابک صحرایی | محمدرضا رهنما  | محمدرضا رهنما  |

## تک‌آهنگ‌ها
| نام ترانه                                                 | ترانه‌سرا       | آهنگساز        | تنظیم          | انتشار     |
| --------------------------------------------------------- | -------------- | -------------- | -------------- | ---------- |
| عشق افسرده                                                | سعید دبیری     | محمود قراملکی  | محمود قراملکی  | ۱۳۵۰       |
| عزیزم                                                     | سعید دبیری     | ترکی استانبولی | واروژان        | ۱۳۵۰       |
| عزیزم                                                     | سعید دبیری     | ترکی استانبولی | ناصر چشم‌آذر    | ۱۳۵۴       |
| سینه‌ها سنگه (فیلم قدیر)                                   | سعید دبیری     | محمود قراملکی  | واروژان        | ۱۳۵۱       |
| فال گیر (فیلم خیالاتی)                                    | منوچهر نوذری   | منوچهر نوذری   |                | ۱۳۵۲       |
| پل                                                        | اردلان سرفراز  | پرویز مقصدی    | واروژان        | ۱۳۵۴       |
| عاشقا مسافرن                                              | سعید دبیری     | سیاوش قمیشی    | واروژان        | ۱۳۵۴       |
| دلهره                                                     | جهانبخش پازوکی | جهانبخش پازوکی | ناصر چشم‌آذر    | ۱۳۵۴       |
| راز                                                       | احمد شاملو     | صدرالدین مهوان | رضا گرگین‌زاده  | ۱۳۵۵       |
| همزبون / یکی میاد (فیلم بی‌گناه)                           | شهین حنانه     | تورج شعبانخانی | اریک           | ۱۳۵۵       |
| حریم                                                      | اردلان سرفراز  | فرید زلاند     | منوچهر چشم‌آذر  | ۱۳۵۵       |
| نذر (اجرای دوم)                                           | سعید دبیری     | ترکی استانبولی | منوچهر چشم‌آذر  | ۱۳۵۵       |
| گرگ چنبری (خونهٔ خاله)                                     | محلی بختیاری   | شهرام آذر      | شهرام آذر      | ۱۳۵۵       |
| وسوسه                                                     | سعید دبیری     | سیاوش قمیشی    | اریک           | ۱۳۵۵       |
| گریه                                                      | سعید دبیری     | سیاوش قمیشی    | آندرانیک       | ۱۳۵۶       |
| سمنو / ای انسان (با عارف، نلی، سلی، نسرین و فرامرز پارسی) | تورج نگهبان    | ناصر چشم‌آذر    | ناصر چشم‌آذر    | نوروز ۱۳۵۷ |
| شکل سراب / غروب موندنی (فیلم خیابانی‌ها)                   | لیلا کسری      | فریدون خشنود   | فریدون خشنود   | ۱۳۵۷       |
| رفتنی                                                     | سعید دبیری     | سعید دبیری     | مارتیک         | ۱۳۵۷       |
| ستاره                                                     | اردلان سرفراز  | پرویز مقصدی    | مارتیک         | ۱۳۵۸       |
| مسافر (اجرای تمرینی)                                      | سعید دبیری     | سلیمان واثقی   | اریک           |            |
| سن سن                                                     | فولکوریک آذری  | فولکوریک آذری  | میلاد اکبری    | ۱۳۹۳       |
| هنوز                                                      | بابک صحرایی    | نیکان ابراهیمی | نیکان ابراهیمی | ۱۳۹۴       |